# Capitán Mauricio José Troche
Capitán Mauricio José Troche é um distrito do Paraguai, localizado no departamento Guairá.

## Transporte
O município de Capitán Mauricio José Troche é servido pelas seguintes rodovias:
- Caminho de pavimento ligando a cidade de Mbocayaty del Guairá ao município de Coronel Oviedo (Departamento de Caaguazú).
- Caminho em terra ligando a cidade ao município de Doctor Botrell [1][2][3]